# Morichal Nuevo
Morichal Nuevo là một khu tự quản thuộc tỉnh Guainía, Colombia. Thủ phủ của khu tự quản Morichal Nuevo đóng tại Morichal Nuevo Khu tự quản Morichal Nuevo có diện tích  ki lô mét vuông. Đến thời điểm ngày 28 tháng 5 năm 2005, khu tự quản Morichal Nuevo có dân số 155 người.